# Sankt Stefan ob Stainz
Sankt Stefan ob Stainz est une commune autrichienne du district de Deutschlandsberg en Styrie.